# Michael Finley
Michael Howard Finley (* 6. März 1973 in Melrose Park, Cook County, Illinois) ist ein ehemaliger US-amerikanischer Basketballspieler, der von 1995 und 2010 in der NBA aktiv war. Seine sportlich beste Zeit hatte er bei den Dallas Mavericks, wo er an der Seite von Dirk Nowitzki spielte. Finley ist zweimaliger All-Star und gewann im Jahr 2007 mit den San Antonio Spurs die NBA-Meisterschaft.

## Karriere

### Highschool und College
Finley begann in der Proviso East High School in Maywood, Illinois das Basketballspielen und gewann 1991 in seinem Senior-Schuljahr zusammen mit den späteren NBA-Spielern Sherrell Ford und Donnie Boyce die Staatsmeisterschaft von Illinois.
Nach seinem Wechsel zur University of Wisconsin spielte er bis 1995 für das College-Team und wurde bester Scorer in der Geschichte des Universitätsbasketballs in Wisconsin. Im NBA-Draft 1995 wurde Finley an 21. Stelle von den Phoenix Suns ausgewählt und begann im selben Jahr in der NBA zu spielen.

### NBA
Bereits in seiner ersten Saison konnte Finley an die vorherigen Leistungen anknüpfen und erzielte im Durchschnitt 15 Punkte, 4,6 Rebounds und 3,5 Assists pro Spiel. Darüber hinaus war er der dritte Rookie der Suns, der in seiner Debütsaison mehr als 1.000 Punkte erzielen konnte. Durch diese Leistung qualifizierte sich Finley für das NBA All-Rookie First Team 1995/96.
Nach Finleys ersten Saison in der NBA wurde er für Jason Kidd, Tony Dumas und Loren Meyer an die Dallas Mavericks transferiert und wurde auch hier Führungsspieler. Er war der teamintern Führende hinsichtlich Punkte, Assists und Steals und bildete mit Steve Nash und Dirk Nowitzki das oftmals „Big Three“ genannte Trio. 2000 und 2001 wurde Finley in das All-Star-Team der Western Conference berufen, mit dem er beide Spiele gewinnen konnte.
Nachdem die NBA 2005 eine Luxussteuer auf hohe Gehälter in ihrem Tarifvertrag festgeschrieben hatte, zusätzlich für die Offseason 2005 eine „Amnestieklausel“ einführte, die es erlaubte einen Spieler zu entlassen und dadurch zu verhindern, dass sein Gehalt auf die Luxussteuer angerechnet wird, nutzten die Mavs diese Klausel und entließen Finley aus seinem noch drei weitere Jahre laufenden Vertrag und sparten damit 51,8 Millionen Dollar über drei Jahre an Luxussteuer. Er war somit ein Unrestricted Free Agent und wurde von mehreren Vereinen (Detroit, Miami, Minnesota und Phoenix) umworben. Er entschied sich letztlich in Texas zu bleiben und wechselte zu den San Antonio Spurs, mit denen er 2007 die NBA-Meisterschaft gewinnen konnte.
Nach der Saison 2007/08 lief Finleys Vertrag bei den Spurs aus. Seine Entscheidung, wo er daraufhin spielen wolle oder ob er weiterhin in San Antonio bleiben wolle, fiel zugunsten der Spurs aus. Im August 2008 unterzeichnete er dann einen neuen Vertrag mit dem Verein aus Texas. Auf seinen Wunsch hin wurde sein Vertrag 2010 mit den Spurs, der noch bis zum Ende der Saison 2010/11 gelaufen wäre, aufgelöst.
Am 4. März 2010 gaben die Boston Celtics die Verpflichtung Finleys bekannt. Nach der Saison wurde er Free Agent und beendete anschließend seine Karriere. Während seiner 15-jährigen Laufbahn erzielte Finley durchschnittlich 15,7 Punkte 4,1 Rebounds und 2,9 Assists pro Spiel.

### Nationalmannschaft
Finley war Mitglied des Kaders der USA bei der Basketball-Weltmeisterschaft 2002, erreichte mit dem Team jedoch nur einen enttäuschenden sechsten Platz.

## Karriere-Statistiken

### NBA

#### Hauptrunde
| Saison   | Team                 | GP   | GS  | MPG  | FG % | 3P % | FT %  | RPG | APG | SPG | BPG | PPG  |
| -------- | -------------------- | ---- | --- | ---- | ---- | ---- | ----- | --- | --- | --- | --- | ---- |
| 1995–96  | Phoenix              | 82   | 72  | 39.2 | .476 | .328 | .749  | 4.6 | 3.5 | 1.0 | 0.4 | 15.0 |
| 1996–97  | Phoenix / Dallas     | 83   | 54  | 33.6 | .444 | .361 | .808  | 4.5 | 2.7 | 0.8 | 0.3 | 15.0 |
| 1997–98  | Dallas               | 82   | 82  | 41.4 | .449 | .357 | .784  | 5.3 | 4.9 | 1.6 | 0.4 | 21.5 |
| 1998–99  | Dallas               | 50   | 50  | 41.0 | .444 | .331 | .823  | 5.3 | 4.4 | 1.3 | 0.3 | 20.2 |
| 1999–00  | Dallas               | 82   | 82  | 42.2 | .457 | .401 | .820  | 6.3 | 5.3 | 1.3 | 0.4 | 22.6 |
| 2000–01  | Dallas               | 82   | 82  | 42.0 | .458 | .346 | .775  | 5.2 | 4.4 | 1.4 | 0.4 | 21.5 |
| 2001–02  | Dallas               | 69   | 69  | 39.9 | .463 | .339 | .837  | 5.2 | 3.3 | 0.9 | 0.4 | 20.6 |
| 2002–03  | Dallas               | 69   | 69  | 38.3 | .425 | .370 | .861  | 5.8 | 3.0 | 1.1 | 0.3 | 19.3 |
| 2003–04  | Dallas               | 72   | 72  | 38.6 | .443 | .405 | .850  | 4.5 | 2.9 | 1.2 | 0.5 | 18.6 |
| 2004–05  | Dallas               | 64   | 64  | 36.8 | .427 | .407 | .831  | 4.1 | 2.6 | 0.8 | 0.3 | 15.7 |
| 2005–06  | San Antonio          | 77   | 18  | 26.5 | .412 | .394 | .852  | 3.2 | 1.5 | 0.5 | 0.1 | 10.1 |
| 2006–07  | San Antonio          | 82   | 16  | 22.2 | .412 | .364 | .918  | 2.7 | 1.3 | 0.4 | 0.2 | 9.0  |
| 2007–08  | San Antonio          | 82   | 61  | 26.9 | .414 | .370 | .800  | 3.1 | 1.4 | 0.4 | 0.1 | 10.1 |
| 2008–09  | San Antonio          | 81   | 77  | 28.8 | .437 | .411 | .823  | 3.3 | 1.4 | 0.5 | 0.2 | 9.7  |
| 2009–10  | San Antonio / Boston | 46   | 7   | 15.4 | .440 | .390 | .533  | 1.5 | 0.9 | 0.2 | 0.1 | 4.4  |
| Gesamt   | Gesamt               | 1103 | 875 | 34.4 | .444 | .375 | .811  | 4.4 | 2.9 | 0.9 | 0.3 | 15.7 |
| All-Star | All-Star             | 2    | 0   | 14.5 | .476 | .250 | 1.000 | 2.0 | 2.5 | 0.0 | 0.0 | 11.5 |

#### Play-offs
| Saison  | Team        | GP  | GS | MPG  | FG % | 3P % | FT %  | RPG | APG | SPG | BPG | PPG  |
| ------- | ----------- | --- | -- | ---- | ---- | ---- | ----- | --- | --- | --- | --- | ---- |
| 2000–01 | Dallas      | 10  | 10 | 43.4 | .360 | .362 | .818  | 5.3 | 4.4 | 1.2 | 0.2 | 19.7 |
| 2001–02 | Dallas      | 8   | 8  | 46.6 | .466 | .378 | .900  | 6.3 | 2.3 | 1.5 | 0.5 | 24.6 |
| 2002–03 | Dallas      | 20  | 20 | 41.1 | .435 | .412 | .864  | 5.8 | 3.0 | 1.3 | 0.6 | 18.3 |
| 2003–04 | Dallas      | 5   | 5  | 39.2 | .382 | .269 | .600  | 3.2 | 2.6 | 0.8 | 0.6 | 13.0 |
| 2004–05 | Dallas      | 13  | 13 | 37.8 | .425 | .393 | .889  | 4.3 | 2.2 | 1.3 | 0.0 | 13.1 |
| 2005–06 | San Antonio | 13  | 4  | 31.6 | .476 | .383 | .900  | 3.8 | 1.4 | 0.6 | 0.2 | 10.5 |
| 2006–07 | San Antonio | 20  | 20 | 26.9 | .410 | .419 | .897  | 2.9 | 1.1 | 0.6 | 0.2 | 11.3 |
| 2007–08 | San Antonio | 17  | 11 | 23.0 | .402 | .365 | 1.000 | 1.9 | 1.0 | 0.3 | 0.2 | 6.7  |
| 2008–09 | San Antonio | 5   | 5  | 28.6 | .441 | .467 | .750  | 3.0 | 1.0 | 0.2 | 0.2 | 8.0  |
| 2009–10 | Boston      | 18  | 0  | 6.0  | .250 | .273 | 1.000 | 0.6 | 0.2 | 0.2 | 0.0 | 0.8  |
| Gesamt  | Gesamt      | 129 | 96 | 30.3 | .418 | .388 | .866  | 3.5 | 1.8 | 0.8 | 0.2 | 11.8 |